# Sumatra (poule)
Pour les articles homonymes, voir Sumatra (homonymie).
La Sumatra est une race de poule domestique. 

## Origine

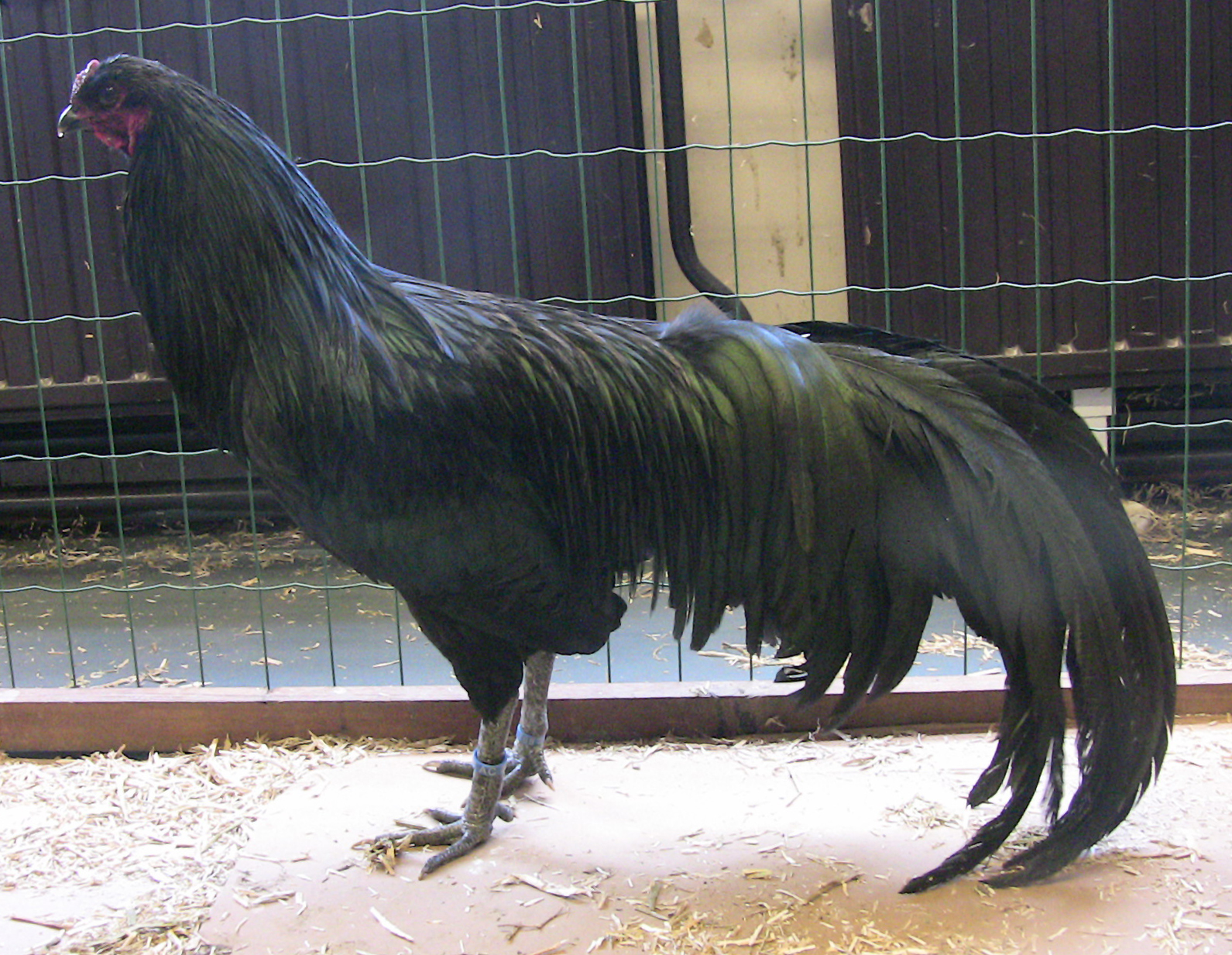
Coq noir

Très vieille race des Iles de la Sonde en Indonésie.
Issue du croisement ancien de poules de combat et de Bekisar (hybride issus du croisement avec le Coq de Java)
importée en 1847 en Amérique du nord, puis de là vers l'Europe en 1882.

## Description
C'est une volaille de type combattant de forme allongée, de taille moyenne dont la forme de faisan est typiquement exprimée.
La ligne du dos est légèrement inclinée et la queue est longue et richement emplumée.
tructure de la plume si possible large et dure, caractéristique issue de son ascendance hybride partielle avec le Coq de Java.

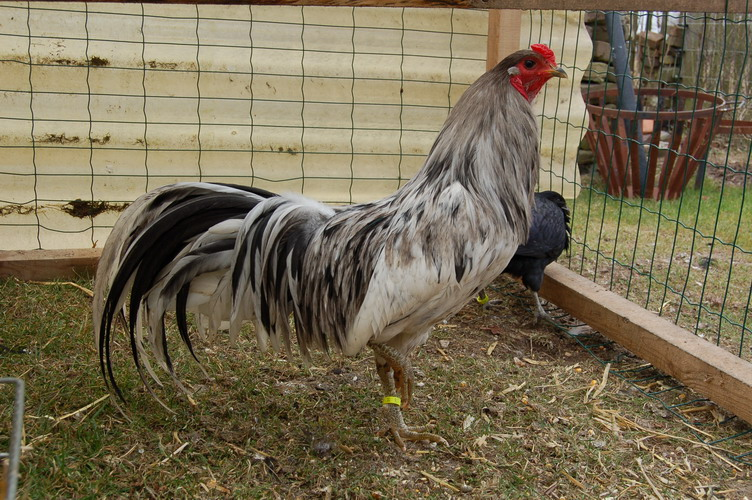
Coq Splash.

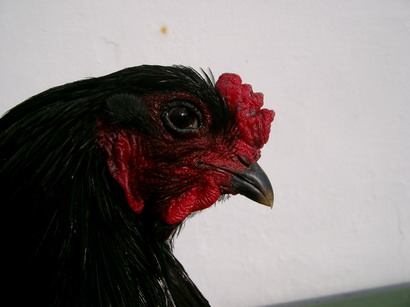
tête de coq

### Standard officiel
- Crête : en noix
- Oreillons : rouges
- Couleur des yeux : foncés
- Couleur des Tarses : foncés
- Variétées de plumage : noir / bleu / sauvage doré / noir à camail

cuivré / Splash (variété non reconnu en France)

#### Grande race
- Masse idéale : Coq : 2,5 à 3 kg ; Poule : 1,75 à 2,25 kg
- Œufs à couver : min. 53 grammes, coquille jaunâtre
- Diamètre des bagues : Coq : 18mm ; Poule : 16mm

#### Naine
- Masse idéale : Coq : 1 kg ; Poule : 800 grammes
- Œufs à couver : min. 30 grammes, coquille blanche à jaunâtre
- Diamètre des bagues : Coq : 13mm ; Poule : 11mm

## Sources
- Le Standard officiel des volailles (Poules, oies, dindons, canards et pintades), édité par la SCAF.